# Duván Zapata
Duván Esteban Zapata Banguero (Cali, 1 de abril de 1991) é um futebolista colombiano que atua como atacante. Atualmente joga no Torino. 
É primo do também futebolista Cristián Zapata, que atua como zagueiro.

## Carreira

### Estudiantes
Em 2011, Zapata se juntou ao Estudiantes por um empréstimo de US $ 120.000 com uma opção de compra por US $ 1,2 milhão.
Em sua estreia, marcou um gol na vitória por 3 a 2 sobre o Belgrano. Durante seu primeiro ano no Estudiantes, ele marcou cinco gols em 11 partidas do Apertura e do Clasura. Durante o verão de 2012, o Estudiantes comprou metade dos seus direitos.
Para a temporada de 2013, Zapata fez parte da equipe titular do Estudiantes, eventualmente se tornando parte fundamental e atraindo o interesse de clubes europeus.
Em julho de 2013, o West Ham, da Premier League, solicitou uma autorização de trabalho britânica para Zapata antes de uma possível transferência. Embora não cumprisse os requisitos habituais para obter uma licença, o clube tentou garantir a sua chegada alegando que era um "talento especial" que iria melhorar o futebol inglês. No entanto, os proprietários do West Ham logo anunciaram nas redes sociais que estavam desistindo do negócio.

### Napoli

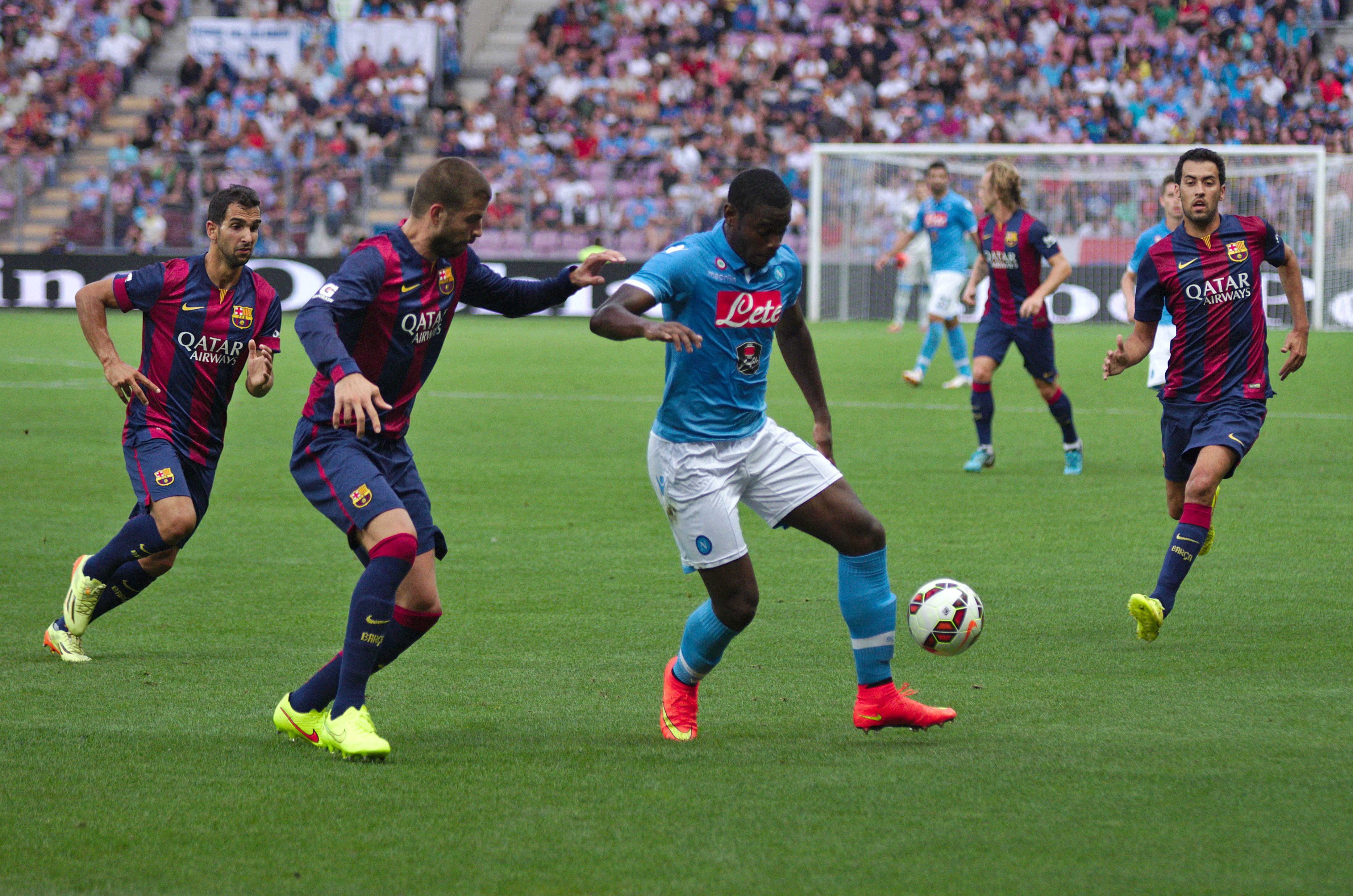
Zapata em ação contra o Barcelona em agosto de 2014

Em 25 de agosto de 2013, Zapata se transferiu para o Napoli, da Serie A, por uma taxa não revelada. Em 28 de setembro, ele estreou na Serie A em uma vitória por 2-0 contra o Genoa. Em 22 de outubro, ele marcou seu primeiro gol na Liga dos Campeões, contra o Olympique de Marseille, em uma vitória por 2–1.
Zapata marcou seus primeiros gols na Serie A em uma vitória por 4-2 sobre o Catania em 26 de março de 2014. Ele terminou a temporada com cinco gols, incluindo mais dois na última partida, uma vitória por 5-1 sobre o Hellas Verona no Stadio San Paolo.
Em 22 de julho de 2015, Zapata ingressou na Udinese em um contrato de empréstimo de dois anos com a opção de compra após seu primeiro ano no clube. Ao todo, ele fez 65 jogos e marcou 19 gols.
Em 31 de agosto de 2017, Zapata ingressou na Sampdoria em um contrato de empréstimo de uma temporada com opção de compra. Ao todo, ele fez 32 jogos e marcou 11 gols.

### Atalanta
Em 12 de julho de 2018, Zapata se juntou à Atalanta em um contrato de empréstimo de duas temporadas com opção de compra.
No dia 26 de dezembro, marcou duas vezes em um empate por 2 a 2 contra a Juventus.
Em 20 de janeiro de 2019, Zapata marcou quatro gols em uma goleada por 5 a 0 contra o Frosinone, tornando-se o primeiro jogador da Atalanta desde Hasse Jeppson, em 1952, a alcançar esse feito na Serie A. Nas suas últimas oito partidas, o colombiano marcou 14 gols e tornou-se o artilheiro do campeonato ao lado de Cristiano Ronaldo e Fabio Quagliarella.
No dia 30 de janeiro, Zapata marcou duas vezes na vitória por 3 a 0 contra a Juventus, pelas quartas de final da Copa da Itália. Depois de ajudar a Atalanta a chegar à final da competição, obter um terceiro lugar na Serie A e, consequentemente, uma vaga na Liga dos Campeões, marcando 23 gols no campeonato no processo, Zapata foi premiado com uma vaga na Equipe do Ano da Serie A no final da temporada.
Em 1 de outubro de 2019, ele marcou o primeiro gol da Atalanta na Liga dos Campeões na derrota por 2 a 1 contra o Shakhtar Donetsk.
Em 17 de janeiro de 2020, a Atalanta exerceu a sua opção de compra. Uma semana depois, ele marcou seu primeiro gol desde o retorno de uma lesão de três meses na goleada por 7 a 0 sobre o Torino. Em 12 de julho, Zapata marcou seu 15º gol da temporada em um empate 2 a 2 contra a Juventus, tornando-se a primeira vez, desde a Juventus em 1952, que um clube da Serie A teve três jogadores com 15 ou mais gols em uma temporada (Muriel, Iličić e Zapata).
Em 27 de outubro de 2020, marcou dois gols no empate por 2 a 2 contra o Ajax, em jogo válido pela Liga dos Campeões.

## Seleção Nacional
Zapata foi convocado pela primeira vez para a Seleção Colombiana para as eliminatórias da Copa do Mundo FIFA de 2018 contra a Bolívia e o Equador em março de 2017. Ele fez sua estreia em 23 de março, substituindo Mateus Uribe aos 64 minutos, em uma vitória por 1–0 contra a Bolívia.
Em maio de 2018, Zapata foi nomeado para a seleção preliminar de 35 jogadores da Colômbia para a Copa do Mundo de 2018. No entanto, ele não chegou ao elenco final de 23 jogadores.
Em 30 de maio de 2019, Zapata foi incluído na seleção da Colômbia de 23 jogadores para a Copa América de 2019. Em um amistoso pré-torneio, em 9 de junho, ele marcou seu primeiro gol internacional em uma vitória por 3-0 sobre o Peru. Ele marcou nos dois primeiros jogos do grupo no torneio, contra a Argentina (2–0) e o Catar (1–0).

## Estilo de jogo
Zapata é conhecido principalmente por sua velocidade, fisicalidade e capacidade de fazer gol. Ele geralmente desempenha um papel central e possui um chute poderoso e preciso. Ele também é conhecido por sua habilidade no ar, força e físico poderoso, o que também o ajuda a fazer o pivô.

## Estatísticas
Atualizadas até 22 de maio de 2021

### Clubes
| Clubes                 | Temporadas        | Liga                 | Liga  | Liga | Copa  | Copa | Continental | Continental | Total | Total |
| Clubes                 | Temporadas        | Divisão              | Jogos | Gols | Jogos | Gols | Jogos       | Gols        | Jogos | Gols  |
| ---------------------- | ----------------- | -------------------- | ----- | ---- | ----- | ---- | ----------- | ----------- | ----- | ----- |
| América de Cali        | 2008              | Categoría Primera A  | 14    | 0    | 0     | 0    | 0           | 0           | 14    | 0     |
| América de Cali        | 2009              | Categoría Primera A  | 6     | 0    | 0     | 0    | 0           | 0           | 6     | 0     |
| América de Cali        | 2010              | Categoría Primera A  | 19    | 2    | 0     | 0    | 0           | 0           | 19    | 2     |
| América de Cali        | 2011              | Categoría Primera A  | 13    | 5    | 2     | 1    | 0           | 0           | 15    | 6     |
| América de Cali        | Total             | Total                | 52    | 7    | 2     | 1    | 0           | 0           | 54    | 8     |
| Estudiantes            | 2011–12           | Campeonato Argentino | 11    | 5    | 0     | 0    | 0           | 0           | 11    | 5     |
| Estudiantes            | 2012–13           | Campeonato Argentino | 31    | 13   | 2     | 3    | 0           | 0           | 33    | 16    |
| Estudiantes            | 2013–14           | Campeonato Argentino | 2     | 1    | 0     | 0    | 0           | 0           | 2     | 1     |
| Estudiantes            | Total             | Total                | 44    | 19   | 2     | 3    | 0           | 0           | 46    | 22    |
| Napoli                 | 2013–14           | Serie A              | 16    | 5    | 1     | 0    | 5           | 2           | 22    | 7     |
| Napoli                 | 2014–15           | Serie A              | 21    | 6    | 1     | 0    | 9           | 2           | 31    | 8     |
| Napoli                 | Total             | Total                | 37    | 11   | 2     | 0    | 14          | 4           | 53    | 15    |
| Udinese (Empréstimo)   | 2015–16           | Serie A              | 25    | 8    | 1     | 0    | 0           | 0           | 26    | 8     |
| Udinese (Empréstimo)   | 2016–17           | Serie A              | 38    | 10   | 1     | 1    | 0           | 0           | 39    | 11    |
| Udinese (Empréstimo)   | Total             | Total                | 63    | 18   | 2     | 1    | 0           | 0           | 65    | 19    |
| Sampdoria (Empréstimo) | 2017–18           | Serie A              | 31    | 11   | 1     | 0    | 0           | 0           | 32    | 11    |
| Atalanta (Empréstimo)  | 2018–19           | Serie A              | 37    | 23   | 5     | 3    | 6           | 2           | 48    | 28    |
| Atalanta               | 2019–20           | Serie A              | 28    | 18   | 0     | 0    | 5           | 1           | 33    | 19    |
| Atalanta               | 2020–21           | Serie A              | 36    | 15   | 3     | 1    | 8           | 3           | 47    | 19    |
| Atalanta               | Total             | Total                | 101   | 56   | 8     | 4    | 19          | 6           | 128   | 66    |
| Total da carreira      | Total da carreira | Total da carreira    | 326   | 122  | 17    | 9    | 33          | 10          | 388   | 141   |

### Seleção
| Seleção  | Anos  | Jogos | Gols |
| -------- | ----- | ----- | ---- |
| Colombia | 2017  | 4     | 0    |
| Colombia | 2018  | 1     | 0    |
| Colombia | 2019  | 11    | 3    |
| Colombia | 2020  | 2     | 1    |
| Total    | Total | 18    | 4    |

## Títulos
América de Cali
- Categoría Primera A: 2008

Napoli
- Copa da Itália: 2013–14
- Supercopa da Itália: 2014

Colômbia Sub-20
- Torneio Internacional de Toulon: 2011

### Prêmios individuais
- Seleção da Serie A: 2018–19